# Hobart Johnstone Whitley
Hobart Johnstone Whitley (Toronto, Canadá, 7 de outubro de 1847 — Hollywood, Estados Unidos, 3 de junho de 1931) ou também H. J. Whitley, conhecido como "pai de Hollywood" foi um banqueiro e pioneiro canadense naturalizado estadunidense responsável pela fundação de mais de 140 cidades nos Estados Unidos durante toda a sua vida. Entre as cidades mais famosas que fundou está Chickasha. Whitley também foi conhecido por fundar o mundialmente famoso letreiro de Hollywood na década de 1920, homônimo ao distrito da cidade de Los Angeles fomoso por abrigar empresas da indústria cinematográfica.

## Desenvolvedor de Terras
Whitley se tornou um dos desenvolvedores de terras mais bem sucedidos do país. Durante a construção das estradas de ferro para o oeste da fronteira a partir do final da década de 1870 ao início dos anos 1890, ele fundou dezenas de cidades no território de Oklahoma, Dakota, Texas e Califórnia. Whitley era um bom amigo de Theodore Roosevelt, enquanto no território de Dakota. Whitley estava na primeira Corrida de Terra de Oklahoma em 22 de abril de 1889, onde ele alegou propriedade. Ele construiu o primeiro bloco de edifício no território e foi questionado pela população local a ser o primeiro governador de Oklahoma. Whitley viajou para Washington, D.C., onde ele convenceu o Congresso dos Estados Unidos a permitir que a cidade de Guthrie fosse a nova capital do estado de Oklahoma. Estima-se que Whitley fundou mais de 140 cidades em sua vida.

## Doações civis
Whitley doou grandes partes de terra e dinheiro para uso civil. As doações foram utilizados para financiar as escolas públicas, bibliotecas, parques, ruas, paisagismo, transporte, iluminação e igrejas.

## Morte
Whitley morreu no dia 3 de junho de 1931 no Whitley Park Country Club perto de Hollywood. Ele foi enterrado no Hollywood Memorial Park Cemetery, hoje chamado Hollywood Forever Cemetery, Hollywood Forever Memorial Park. Em seu túmulo está escrito "O Pai de Hollywood".